# 史蒂文·格里菲思
史蒂文·格里菲思（英語：Steven Griffith，1961年3月12日—2022年11月1日），美国男子冰球运动员，场上位置是前锋。他曾代表美国国家队参加1984年冬季奥林匹克运动会冰球比赛，获得第7名。